# On m'appelle l'ovni
 (décembre 2019).
Singles de Jul
C'est le son de la gratte
(2016) Qui a dit
(2016)
Pistes de L'Ovni
C'est le son de la gratte
(2)
On m'appelle l'ovni est un single du rappeur français Jul, sorti le 3 décembre 2016. Le titre est certifié single de platine. Il s'agit du deuxième extrait de son sixième album L'Ovni.

## Certification
| Pays          | Certification |
| ------------- | ------------- |
| France (SNEP) | Platine       |